# Liste der Nummer-eins-Hits in Frankreich (1977)
Diese Liste enthält alle Nummer-eins-Hits in Frankreich im Jahr 1977. Es gab in diesem Jahr 16 Nummer-eins-Singles und 10 Nummer-eins-Alben.

## Singles
| | Liste der Nummer-eins-Hits in Frankreich | Liste der Nummer-eins-Hits in Frankreich | Liste der Nummer-eins-Hits in Frankreich                                                                              | 1978 →                    |
| \| Zeitraum \| Wo. ges. \| Interpret \| Titel Autor(en) \| Zusätzliche Informationen \| \| (Zeitraum, Wochen auf Platz eins, Interpret, Titel, Autor[en], zusätzliche Informationen) \| \| \| \| \| \| ----------------------------------------------------------------------------------------- \| -------- \| ----------------------- \| --------------------------------------------------------------------------------------------------------------------- \| ------------------------- \| \| 16. Dezember 1976 – 13. Januar 1977 4 Wochen \| 4 \| ABBA \| Money, Money, Money Benny Göran Bror Andersson, Björn K. Ulvaeus \| – \| \| 14. Januar 1977 – 17. Februar 1977 5 Wochen \| 5 \| Gérard Lenorman \| Voici les clés Musik: Salvatore Cutugno; Originaltext: Vito Pallavicini; französischer Text: Pierre Delanoë \| – \| \| 18. Februar 1977 – 3. März 1977 2 Wochen \| 2 \| Joe Dassin \| À toi Musik: Jean André Baudlot, Joe Dassin; Text: Pierre Delanoë, Claude Jacques Raoul Lemesle \| – \| \| 4. März 1977 – 10. März 1977 1 Woche (insgesamt 2) \| 2 \| Boney M. \| Sunny Bobby Hebb \| – \| \| 11. März 1977 – 17. März 1977 1 Woche (insgesamt 6) \| 6 \| La Bande à Basile \| Les chansons françaises Musik: Raymond Elie Jeannot; Text: Alain Albert Boublil \| – \| \| 18. März 1977 – 31. März 1977 2 Wochen \| 2 \| Jennifer \| Do It for Me Jean-Denis Ange Perez \| – \| \| 1. April 1977 – 28. April 1977 4 Wochen (insgesamt 6) \| 6 \| La Bande à Basile \| Les chansons françaises Musik: Raymond Elie Jeannot; Text: Alain Albert Boublil \| – \| \| 29. April 1977 – 5. Mai 1977 1 Woche (insgesamt 2) \| 2 \| Boney M. \| Sunny Bobby Hebb \| – \| \| 6. Mai 1977 – 12. Mai 1977 1 Woche (insgesamt 6) \| 6 \| La Bande à Basile \| Les chansons françaises Musik: Raymond Elie Jeannot; Text: Alain Albert Boublil \| – \| \| 13. Mai 1977 – 16. Juni 1977 5 Wochen \| 5 \| Marie Myriam \| L’oiseau et l’enfant Musik: Jean-Paul Cara; Text: Joe Gracy \| – \| \| 17. Juni 1977 – 4. August 1977 7 Wochen \| 7 \| Laurent Voulzy \| Rockollection Musik: Laurent Voulzy; Text: Alain Souchon \| – \| \| 5. August 1977 – 1. September 1977 4 Wochen \| 4 \| Sheila & Black Devotion \| Love Me Baby Musik: Mathias Camison, Claude Leon François Ayot; Text: Pamela Marion Forrest, Youssif Achir Chemouny \| – \| \| 2. September 1977 – 29. September 1977 4 Wochen \| 4 \| Boney M. \| Ma Baker Frank Farian, Fred Jay, George Reyam \| – \| \| 30. September 1977 – 6. Oktober 1977 1 Woche \| 1 \| Mireille Mathieu \| Mille colombes Musik: Christian Bruhn, Vincenzo Bellini; Originaltext: Michael Kunze; französischer Text: Eddy Marnay \| – \| \| 7. Oktober 1977 – 13. Oktober 1977 1 Woche \| 1 \| Sylvie Vartan \| Petit rainbow William Wylie MacPherson Martin, Philip Michael Coulter, Pierre André Grillet \| – \| \| 14. Oktober 1977 – 17. November 1977 5 Wochen (insgesamt 7) \| 7 \| Michel Sardou \| La Java de Broadway Musik: Jacques Revaux; Text: Michel Charles Sardou, Pierre Delanoë \| – \| \| 18. November 1977 – 8. Dezember 1977 3 Wochen \| 3 \| Sheila & Black Devotion \| Singin’ in the Rain Musik: Nacio Herb Brown; Text: Arthur Freed \| – \| \| 9. Dezember 1977 – 15. Dezember 1977 1 Woche (insgesamt 2) \| 2 \| Adriano Celentano \| Don’t Play That Song Ahmet Ertegün, Betty Nelson \| – \| \| 16. Dezember 1977 – 29. Dezember 1977 2 Wochen \| 2 \| Jairo \| Es la nostalgia Musik: Mario Rubén González; Text: Alfonso Luis González \| – \| \| 30. Dezember 1977 – 12. Januar 1978 2 Wochen (insgesamt 7) \| 7 \| Michel Sardou \| La Java de Broadway Musik: Jacques Revaux; Text: Michel Charles Sardou, Pierre Delanoë \| – \| |                                          |                                          | |                           |
| |                                          |                                          | | → 1978 →                  |
| Zeitraum | Wo. ges.                                 | Interpret                                | Titel Autor(en) | Zusätzliche Informationen |
| (Zeitraum, Wochen auf Platz eins, Interpret, Titel, Autor[en], zusätzliche Informationen) |                                          |                                          | |                           |
| 16. Dezember 1976 – 13. Januar 1977 4 Wochen | 4                                        | ABBA                                     | Money, Money, Money Benny Göran Bror Andersson, Björn K. Ulvaeus                                                      | –                         |
| 14. Januar 1977 – 17. Februar 1977 5 Wochen | 5                                        | Gérard Lenorman                          | Voici les clés Musik: Salvatore Cutugno; Originaltext: Vito Pallavicini; französischer Text: Pierre Delanoë           | –                         |
| 18. Februar 1977 – 3. März 1977 2 Wochen | 2                                        | Joe Dassin                               | À toi Musik: Jean André Baudlot, Joe Dassin; Text: Pierre Delanoë, Claude Jacques Raoul Lemesle                       | –                         |
| 4. März 1977 – 10. März 1977 1 Woche (insgesamt 2) | 2                                        | Boney M.                                 | Sunny Bobby Hebb | –                         |
| 11. März 1977 – 17. März 1977 1 Woche (insgesamt 6) | 6                                        | La Bande à Basile                        | Les chansons françaises Musik: Raymond Elie Jeannot; Text: Alain Albert Boublil                                       | –                         |
| 18. März 1977 – 31. März 1977 2 Wochen | 2                                        | Jennifer                                 | Do It for Me Jean-Denis Ange Perez                                                                                    | –                         |
| 1. April 1977 – 28. April 1977 4 Wochen (insgesamt 6) | 6                                        | La Bande à Basile                        | Les chansons françaises Musik: Raymond Elie Jeannot; Text: Alain Albert Boublil                                       | –                         |
| 29. April 1977 – 5. Mai 1977 1 Woche (insgesamt 2) | 2                                        | Boney M.                                 | Sunny Bobby Hebb | –                         |
| 6. Mai 1977 – 12. Mai 1977 1 Woche (insgesamt 6) | 6                                        | La Bande à Basile                        | Les chansons françaises Musik: Raymond Elie Jeannot; Text: Alain Albert Boublil                                       | –                         |
| 13. Mai 1977 – 16. Juni 1977 5 Wochen | 5                                        | Marie Myriam                             | L’oiseau et l’enfant Musik: Jean-Paul Cara; Text: Joe Gracy                                                           | –                         |
| 17. Juni 1977 – 4. August 1977 7 Wochen | 7                                        | Laurent Voulzy                           | Rockollection Musik: Laurent Voulzy; Text: Alain Souchon                                                              | –                         |
| 5. August 1977 – 1. September 1977 4 Wochen | 4                                        | Sheila & Black Devotion                  | Love Me Baby Musik: Mathias Camison, Claude Leon François Ayot; Text: Pamela Marion Forrest, Youssif Achir Chemouny   | –                         |
| 2. September 1977 – 29. September 1977 4 Wochen | 4                                        | Boney M.                                 | Ma Baker Frank Farian, Fred Jay, George Reyam                                                                         | –                         |
| 30. September 1977 – 6. Oktober 1977 1 Woche | 1                                        | Mireille Mathieu                         | Mille colombes Musik: Christian Bruhn, Vincenzo Bellini; Originaltext: Michael Kunze; französischer Text: Eddy Marnay | –                         |
| 7. Oktober 1977 – 13. Oktober 1977 1 Woche | 1                                        | Sylvie Vartan                            | Petit rainbow William Wylie MacPherson Martin, Philip Michael Coulter, Pierre André Grillet                           | –                         |
| 14. Oktober 1977 – 17. November 1977 5 Wochen (insgesamt 7) | 7                                        | Michel Sardou                            | La Java de Broadway Musik: Jacques Revaux; Text: Michel Charles Sardou, Pierre Delanoë                                | –                         |
| 18. November 1977 – 8. Dezember 1977 3 Wochen | 3                                        | Sheila & Black Devotion                  | Singin’ in the Rain Musik: Nacio Herb Brown; Text: Arthur Freed                                                       | –                         |
| 9. Dezember 1977 – 15. Dezember 1977 1 Woche (insgesamt 2) | 2                                        | Adriano Celentano                        | Don’t Play That Song Ahmet Ertegün, Betty Nelson                                                                      | –                         |
| 16. Dezember 1977 – 29. Dezember 1977 2 Wochen | 2                                        | Jairo                                    | Es la nostalgia Musik: Mario Rubén González; Text: Alfonso Luis González                                              | –                         |
| 30. Dezember 1977 – 12. Januar 1978 2 Wochen (insgesamt 7) | 7                                        | Michel Sardou                            | La Java de Broadway Musik: Jacques Revaux; Text: Michel Charles Sardou, Pierre Delanoë                                | –                         |

## Alben
| | Liste der Nummer-eins-Hits in Frankreich | Liste der Nummer-eins-Hits in Frankreich | Liste der Nummer-eins-Hits in Frankreich | 1978 →                    |
| \| Zeitraum \| Wo. ges. \| Interpret \| Titel \| Zusätzliche Informationen \| \| (Zeitraum, Wochen auf Platz eins, Interpret, Titel, zusätzliche Informationen) \| \| \| \| \| \| ------------------------------------------------------------------------------ \| -------- \| ----------------------- \| --------------------------------- \| ------------------------- \| \| 30. Dezember 1976 – 6. Januar 1977 1 Woche \| 1 \| Alain Barrière \| Si tu te souviens \| – \| \| 7. Januar 1977 – 10. Februar 1977 5 Wochen \| 5 \| Michel Sardou \| La vieille \| – \| \| 11. Februar 1977 – 5. Mai 1977 12 Wochen \| 12 \| Pink Floyd \| Animals \| – \| \| 6. Mai 1977 – 12. Mai 1977 1 Woche \| 1 \| The Beatles \| The Beatles at the Hollywood Bowl \| – \| \| 13. Mai 1977 – 7. Juli 1977 8 Wochen (insgesamt 18) \| 18 \| Jean Michel Jarre \| Oxygène \| – \| \| 8. Juli 1977 – 14. Juli 1977 1 Woche \| 1 \| Space \| Magic Fly \| – \| \| 15. Juli 1977 – 4. August 1977 3 Wochen (insgesamt 18) \| 18 \| Jean Michel Jarre \| Oxygène \| – \| \| 5. August 1977 – 11. August 1977 1 Woche (insgesamt 10) \| 10 \| Santa Esmeralda \| Don’t Let Me Be Misunderstood \| – \| \| 12. August 1977 – 1. September 1977 3 Wochen (insgesamt 18) \| 18 \| Jean Michel Jarre \| Oxygène \| – \| \| 2. September 1977 – 3. November 1977 9 Wochen (insgesamt 10) \| 10 \| Santa Esmeralda \| Don’t Let Me Be Misunderstood \| – \| \| 4. November 1977 – 10. November 1977 1 Woche \| 1 \| Sheila & Black Devotion \| Singin’ in the Rain \| – \| \| 11. November 1977 – 8. Dezember 1977 4 Wochen (insgesamt 18) \| 18 \| Jean Michel Jarre \| Oxygène \| – \| \| 9. Dezember 1977 – 15. Dezember 1977 1 Woche \| 1 \| Véronique Sanson \| Hollywood \| – \| \| 16. Dezember 1977 – 9. Februar 1978 8 Wochen \| 8 \| Jacques Brel \| Album 77 \| – \| |                                          |                                          |                                          |                           |
| |                                          |                                          |                                          | → 1978 →                  |
| Zeitraum | Wo. ges.                                 | Interpret                                | Titel                                    | Zusätzliche Informationen |
| (Zeitraum, Wochen auf Platz eins, Interpret, Titel, zusätzliche Informationen) |                                          |                                          |                                          |                           |
| 30. Dezember 1976 – 6. Januar 1977 1 Woche | 1                                        | Alain Barrière                           | Si tu te souviens                        | –                         |
| 7. Januar 1977 – 10. Februar 1977 5 Wochen | 5                                        | Michel Sardou                            | La vieille                               | –                         |
| 11. Februar 1977 – 5. Mai 1977 12 Wochen | 12                                       | Pink Floyd                               | Animals                                  | –                         |
| 6. Mai 1977 – 12. Mai 1977 1 Woche | 1                                        | The Beatles                              | The Beatles at the Hollywood Bowl        | –                         |
| 13. Mai 1977 – 7. Juli 1977 8 Wochen (insgesamt 18) | 18                                       | Jean Michel Jarre                        | Oxygène                                  | –                         |
| 8. Juli 1977 – 14. Juli 1977 1 Woche | 1                                        | Space                                    | Magic Fly                                | –                         |
| 15. Juli 1977 – 4. August 1977 3 Wochen (insgesamt 18) | 18                                       | Jean Michel Jarre                        | Oxygène                                  | –                         |
| 5. August 1977 – 11. August 1977 1 Woche (insgesamt 10) | 10                                       | Santa Esmeralda                          | Don’t Let Me Be Misunderstood            | –                         |
| 12. August 1977 – 1. September 1977 3 Wochen (insgesamt 18) | 18                                       | Jean Michel Jarre                        | Oxygène                                  | –                         |
| 2. September 1977 – 3. November 1977 9 Wochen (insgesamt 10) | 10                                       | Santa Esmeralda                          | Don’t Let Me Be Misunderstood            | –                         |
| 4. November 1977 – 10. November 1977 1 Woche | 1                                        | Sheila & Black Devotion                  | Singin’ in the Rain                      | –                         |
| 11. November 1977 – 8. Dezember 1977 4 Wochen (insgesamt 18) | 18                                       | Jean Michel Jarre                        | Oxygène                                  | –                         |
| 9. Dezember 1977 – 15. Dezember 1977 1 Woche | 1                                        | Véronique Sanson                         | Hollywood                                | –                         |
| 16. Dezember 1977 – 9. Februar 1978 8 Wochen | 8                                        | Jacques Brel                             | Album 77                                 | –                         |